# 江彰吉
江彰吉（1943年—）為台灣之大學教授。

## 生平
曾任財團法人高等教育評鑑中心基金會執行長，國立宜蘭大學校長，中原大學理學院院長。